# Зеніт-2 (футбольний клуб)
«Зеніт-2» (рос. Футбольный клуб «Зенит-2» Санкт-Петербург) — російський футбольний клуб з міста Санкт-Петербург. Фарм-клуб команди «Зеніт» (Санкт-Петербург).

## Хронологія назв
- 1993; 1998—2000: «Зеніт-2»
- 1994—1997: «Зеніт-д»
- 2001—2008: «Локомотив-Зеніт-2»
- 2008—н.ч. «Зеніт-2»

## Історія
У 1993-2000 роках в першості Росії (під назвою «Зеніт»-2 в 1993 та 1998-2000 роках у другому дивізіоні й під назвою «Зеніт-д» у 1994-1997 роках в третій лізі) виступав дублювальний склад «Зеніту». Після створення турніру дублерів утворили фарм-клуб, який дебютував у другому дивізіоні в 2001 році під назвою «Локомотив» (зайняв місце «Локомотива», який вилетів з першого дивізіону й перейшов у першість КФК). З червня 2001 роки команда називалася «Локомотив-Зеніт-2». З 2002 року — «Зеніт-2». З 2005 року виступає як окрема команда. У сезоні 2008 року зайняв останнє місце в західній зоні другого дивізіону й втратив статус професіонального клубу. Замість «Зеніту-2» до складу ПФЛ прийняли клуб «Зміна-Зеніт».
У 2013 році команда знову заявлена до другого дивізіону. У сезоні 2013/14 років команда Владислава Радімова зайняла 10-е, наступного — 2-е місце в зоні «Захід». Після чого, за особливими обставинами, вперше в своїй історії отримала право виступити в ФНЛ з сезону 2015/16.
У Першості Футбольної національної ліги команда займала місця в нижній частині турнірної таблиці. У жовтні 2016 року головний тренер «Зеніту» Мірча Луческу виступив з різкою критикою самого факту наявності команди «Зеніт-2», яка виступає в ФНЛ. За його словами, він вважав за краще б, щоб деякі футболісти постійно тренувалися з основною командою і, в разі необхідності, їх можна було б використовувати при підготовці до матчів, в тому числі — міжнародного рівня.
Сезон 2017/18 завершив у зоні вильоту — на 16-у місці, проте залишилася в ФНЛ, згодом з'ясувалося, що за підсумками того сезону всі команди ФНЛ, які повинні були вилетіти до нижчого дивізіону, зберегли прописку в лізі. Напередодні початку сезону 2018/19 років відбулося різке омолодження команди, в результаті команда міцно закріпилася на останньому місці та вилетіла до ПФЛ.

## Статистика виступів

### Першість Росії
«Зеніт-2», «Зеніт-д» (1994—2000)
| Сезон | Турнір          | Місце | Іг | В  | Н  | П  | М     | О  | Бомбардир                                           |
| ----- | --------------- | ----- | -- | -- | -- | -- | ----- | -- | --------------------------------------------------- |
| 1993  | Друга ліга      | 7     | 30 | 12 | 9  | 9  | 46-32 | 33 | Олександр Панов (15)                                |
| 1994  | Третя ліга      | —     | 12 | 3  | 0  | 9  | 11-22 | 9  | Олександр Панов (4)                                 |
| 1995  | Третя ліга      | 12    | 24 | 6  | 1  | 17 | 28-38 | 19 | Валентин Єгунов (5)                                 |
| 1996  | Третя ліга      | 8     | 30 | 11 | 7  | 12 | 29-28 | 40 | Валентин Єгунов, Дмитро Нежелєв, Євген Зезін (по 4) |
| 1997  | Третя ліга      | 11    | 36 | 12 | 13 | 11 | 49-32 | 49 | Сергій Осіпов (7)                                   |
| 1998  | Другий дивізіон | 6     | 40 | 22 | 7  | 11 | 68-42 | 73 | Олександр Пєтухов (13)                              |
| 1999  | Другий дивізіон | 5     | 38 | 18 | 8  | 12 | 56-37 | 62 | Дмитро Акімов (13)                                  |
| 2000  | Другий дивізіон | 9     | 36 | 13 | 11 | 12 | 50-41 | 50 | Дмитро Акімов (11)                                  |

«Локомотив-Зеніт-2», «Зеніт-2» (2001—2008)
| Сезон | Турнір          | Місце | Іг | В  | Н  | П  | М     | О  | Бомбардир                                  |
| ----- | --------------- | ----- | -- | -- | -- | -- | ----- | -- | ------------------------------------------ |
| 2001  | Другий дивізіон | 8     | 38 | 16 | 14 | 8  | 56-39 | 62 | Дмитро Акімов (14)                         |
| 2002  | Другий дивізіон | 15    | 38 | 9  | 10 | 19 | 34-49 | 37 | Ігор Зазулін (7)                           |
| 2003  | Другий дивізіон | 8     | 36 | 13 | 9  | 14 | 34-39 | 48 | Максим Мосін (6)                           |
| 2004  | Другий дивізіон | 16    | 32 | 7  | 5  | 20 | 29-46 | 26 | Михайло Козлов, Олександр Євстаф'єв (по 5) |
| 2005  | Другий дивізіон | 6     | 32 | 15 | 8  | 9  | 37-28 | 53 | Кирило Макаров (9)                         |
| 2006  | Другий дивізіон | 13    | 34 | 9  | 10 | 15 | 46-59 | 37 | Іван Сапін (12)                            |
| 2007  | Другий дивізіон | 7     | 30 | 12 | 5  | 13 | 45-48 | 41 | Максим Андрєєв (11)                        |
| 2008  | Другий дивізіон | 19    | 36 | 6  | 6  | 24 | 38-76 | 24 | Кирило Макаров (10)                        |

«Зеніт-2» (з 2013)
| Сезон   | Турнір | Місце | Іг | В  | Н  | П  | М     | О  | Бомбардир                                             |
| ------- | ------ | ----- | -- | -- | -- | -- | ----- | -- | ----------------------------------------------------- |
| 2013/14 | ПФЛ    | 10    | 32 | 11 | 10 | 11 | 43-43 | 43 | Олексій Євсєєв (9)                                    |
| 2014/15 | ПФЛ    | 2     | 30 | 18 | 3  | 9  | 78-41 | 57 | Олексій Євсєєв (17)                                   |
| 2015/16 | ФНЛ    | 13    | 38 | 13 | 11 | 14 | 61-56 | 50 | Раміль Шейдаєв (10)                                   |
| 2016/17 | ФНЛ    | 13    | 38 | 9  | 16 | 13 | 44-51 | 43 | Олексій Гасилін, Олексій Євсєєв (по 8)                |
| 2017/18 | ФНЛ    | 16    | 38 | 11 | 7  | 20 | 43-59 | 40 | Андрій Панюков (14)                                   |
| 2018/19 | ФНЛ    | 19    | 38 | 7  | 7  | 24 | 33-57 | 28 | Ілля Воробйов, Михайло Маркін, Андрій Мостовой (по 5) |
| 2019/20 | ПФЛ    | 3     | 17 | 9  | 5  | 3  | 30-14 | 32 | Олексій Гасилін (7)                                   |

### Кубок Росії
| Сезон   | Раунд | Суперник                        | Рахунок          | д/г |
| ------- | ----- | ------------------------------- | ---------------- | --- |
| 2001/02 | 1/128 | «Динамо-СПб»                    | 0:1              | г   |
| 2002/03 | 1/256 | «Свєтогорець» (Свєтогорськ)     | 0:4              | г   |
| 2003/04 | 1/256 | «Свєтогорець» (Свєтогорськ)     | 0:2              | г   |
| 2004/05 | 1/256 | «Свєтогорець» (Свєтогорськ)     | +:-              | д   |
| 2004/05 | 1/128 | «Спортакадемклуб» (Москва)      | 0:1 (д. ч.)      | г   |
| 2005/06 | 1/128 | «Волга» (Твер)                  | 0:1              | д   |
| 2006/07 | 1/256 | «Балтика-2» (Калінінград)       | 1:1 (4:2 — пен.) | д   |
| 2006/07 | 1/128 | «Волочанин-Ратмир» (В. Волочок) | 1:0              | г   |
| 2006/07 | 1/64  | «Динамо» (Вологда)              | 3:0              | д   |
| 2006/07 | 1/32  | «Торпедо» (Владимир)            | 2:2 (4:2 — пен.) | д   |
| 2006/07 | 1/16  | «Рубін» (Казань)                | 0:3              | д   |
| 2006/07 | 1/16  | «Рубін» (Казань)                | 0:2              | г   |
| 2007/08 | 1/256 | «Волочанин-Ратмир» (В. Волочок) | 1:3 (д. ч.)      | г   |
| 2008/09 | 1/256 | «Волочанин-Ратмир» (В. Волочок) | 1:2              | г   |

### Крупні перемоги
У Першості команд ПФЛ
- «Зеніт-2» — «Соляріс» — 11:0 (22.08.2014, вдома)
- «Коломна» — «Зеніт-2» — 1:6 (18.07.2014, у гостях)

## Досягнення
- Другий дивізіон (зона «Захід»)
  -  Срібний призер (1): 2014/15

## Тренерський штаб
- Владислав Радімов — головний тренер
- Віктор Кулаков — тренер з фізичної підготовки
- Андрій Михайлов — тренер воротарів

## Головні тренери
- Анатолій Зінченко (1993)
- ? (1994—1997)
- Лев Бурчалкін (1998—2000)
- Анатолій Давидов (2000)
- Борис Рапопорт (2001)
- Лев Бурчалкін (2002)
- Микола Воробйов (2003)
- В'ячеслав Мельников (2004—2005)
- Володимир Голубєв (2006—2008)
- Владислав Радімов (2013—2017)
- Анатолій Давидов (2017)
- Костянтин Зирянов (2018)
- Олександр Горшков (2018)
- Владислав Радімов (2018—2022)
- Дмітрій Давидов (2022—2023)
- Андрій Почепцов (2023—)